# الغرفة السوداء (فلم)
الغرفة السوداء أو كما يشارك إليها بدرب مولاي الشريف فيلم دراما مغربي من إخراج حسن بنجلون سنة 2004، وبطولة كل من محمد نظيف وحنان الإبراهيمي ومالك أخميس وعبد الله العمراني وصلاح الدين بنموسى وغيرهم الكثير.
قصة الفيلم مستوحاة من رواية مقتطفة من قصة حقيقية لجواد مديوش المعتقل السياسي السابق. يتطرق الفيلم لقضية حقوق الإنسان بالمغرب خلال سبعينيات القرن الماضي.

## القصة
تدور أغلب أحداث الفيلم في أحد أحياء مدينة الدار البيضاء حيث مركز اعتقال «درب مولاي الشريف» الذي كانت تمارس فيه شتى أنواع التعذيب على معتقلي تلك الفترة الذين كانوا ينتمون إلى الحركة الماركسية اللينينة من خلال منظمتي «إلى الأمام» و«منظمة 23 مارس».
تربط البطل كمال الذي يعمل في المطار قصة حب طويلة بزميلته المضيفة نجاة ممتدة منذ الطفولة حين كانا جارين. وبينما هو منغمس في علاقة حبه الجميلة التي أوشكت أن تتوج بالزواج بعد أن ابتعد عن السياسة ومنظمة «إلى الأمام»، فإنه يعتقل ويبقى لشهور في درب مولاي الشريف ويلتقي برفاقه السابقين فيتعاطف معهم ويعود إلى الدفاع عن مبادئه من جديد.
ويقدم كمال ورفاقه إلى محاكمة أراد المخرج أن يبين أنها لم تكن عادلة، ويحكم عليه بالسجن 22 عاما، ويقضي عدد من رفاقه نحبهم في السجن كما أصيب البعض بالجنون. وينصح كمال نجاة بالابتعاد عنه لأن مدته في السجن قد تطول لتغادر السجن يائسة محبطة.

## روابط خارجية
- الغرفة السوداء على موقع IMDb (الإنجليزية)
- الغرفة السوداء على موقع ألو سيني (الفرنسية)
- الغرفة السوداء على موقع كينوبويسك (الروسية)